# José Muro y Carratalá
José Muro y Carratalá (¿1850 - ?) fou un advocat polític espanyol, diputat a Corts Espanyoles durant la restauració borbònica.
Llicenciat en dret, l'agost de 1874 formava part de la Milícia Nacional formada a Madrid pels propietaris durant el procés de restauració. Després fou elegit diputat del Partit Conservador pel districte de Molina (província de Guadalajara) a les eleccions generals espanyoles de 1884 i pel districte de Santa Coloma de Farners a les eleccions generals espanyoles de 1896.